# Rhodospirillum
Rhodospirillum (лат.) — род бактерий из семейства Rhodospirillaceae класса альфа-протеобактерий.

## Описание
Клетки бактерий Rhodospirillum — спиральные, шириной 0,7—1,5 мкм, подвижные за счет полярных жгутиков и размножаются бинарным делением. Этот род имеет внутриклеточные фотосинтетические мембраны в виде везикул или ламелл, расположенных параллельно цитоплазматической мембране или под острым углом к ней. Фотосинтезирующие пигменты для этих бактерий — бактериохлорофилл a и каротиноиды спириллоксантиновой серии. Растут предпочтительно фотогетеротрофно в анаэробных условиях на свету, но способны также расти в микроаэробных или аэробных условиях в темноте. Для развития бактерии нуждаются в факторах роста, некоторые виды очень чувствительны к кислороду. В качестве донора электронов при фотосинтезе для них может выступать молекулярный водород. Оптимальная температура для роста 25—35 °С, а оптимальный водородный показатель pH колеблется от 6,8 до 7,2.

## Классификация
На декабрь 2017 года в род включают 4—5 видов:
- Rhodospirillum centenum Favinger et al. 1994, также известен как Rhodocista centenaria Kawasaki et al. 1994
- Rhodospirillum oryzae Lakshmi et al. 2013
- Rhodospirillum photometricum Molisch 1907
- Rhodospirillum rubrum (Esmarch 1887) Molisch 1907typus
- Rhodospirillum sulfurexigens Anil Kumar et al. 2008